# 樽石
株式会社樽石（たるせき）は北海道小樽市に本社を置く企業で、ガソリンやLPガスなど石油製品の販売、住宅設備の販売などが、主な業務である。

## 事業内容

### 住環境提案事業
キッチンやバスルーム、洗面化粧室など住宅設備のリフォームを手がけている。

### ライフエネルギー事業
一般家庭用から業務用、工業用にいたるまでの、灯油・重油・LPガスの販売を行っている。
灯油・重油に関しては、小樽市のほか、余市町、岩内町の合計4ヶ所の灯油センターより、タンクローリー6台による配達が行われている。
LPガスについては、業務店や大型物件を中心に、24時間監視システムを導入している。

### カーライフ事業
ガソリンスタンド経営で、小樽運河通り給油所、小樽インター給油所、余市大川給油所、岩内給油所を、経営している。

### 不動産賃貸事業
小樽駅前にある本社ビルである「樽石ビル」の賃貸管理、本社ビルに隣接された立体駐車場も含め、3ヶ所の駐車場の管理が、行われている。

## 沿革
- 1947年6月4日 - 北海道物産株式会社として創業。
- 1949年8月16日 - 北海道炭礦汽船株式会社の指定を受け、小樽石炭株式会社と商号を変え、本格的な石炭販売を開始する。
- 1960年4月 - 日本石油瓦斯株式会社（現・ENEOSグローブ）の特約店となり、プロパンガスの販売を開始する。
- 1962年1月 - 傘下の小樽石油株式会社を吸収合併し、日本石油（現・ENEOS）の特約店となり石油販売に着手。商号も小樽石炭石油株式会社に変更する。
- 1968年4月 - 余市町の余市大川給油所を買収し、ガソリンスタンドとして開業する。
- 1970年5月 - ガソリンなどの石油製品を主とする総合商社として、商号を株式会社樽石に変更する。
- 1973年10月 - 銭函給油所を開業する。
- 1974年6月 - 小樽駅前再開発事業による国道拡幅のため7階建ての本社ビルを新築する。
- 1986年3月 - 小樽運河通り給油所を開業する。
- 1995年10月 - 本社ビル立体駐車場を新設する

## 事務所所在地
- 本社 - 小樽市稲穂2-22-4　樽石ビル

- 本社分室 - 小樽市色内3-5-10

- 南小樽営業所 - 小樽市勝納町5-9

- 手宮営業所 - 小樽市手宮3-4-17

- 小樽運河通り給油所 - 小樽市港町6-4

- 小樽インター給油所 - 小樽市潮見台1−14−1

- 余市営業所 - 余市郡余市町黒川町4-11

- 余市大川給油所 - 余市郡余市町大川町14-15

- 岩内給油所 - 岩内郡岩内町字東山1